# Gerrod Abram
Gerrod Brian Abram, (nacido el 20 de marzo de 1972 en Lincoln Park, Míchigan) es un exjugador de baloncesto estadounidense. Con 1.85 de estatura, su puesto natural en la cancha era el de base.

## Trayectoria
- Boston College (1989-1994)
- Cibona Zagreb (1994-1995)
- Manila Purefoods (1995)
- Club Bàsquet Girona (1996)
- Libertas Forlì (1996-1997)
- AO Dafni (1997)
- Dinamo Sassari (1997-1998)
- Maccabi Ra'anana (1998-1999)
- Basket Barcellona (1999-2000)
- Pallacanestro Messina (2000)
- Pr. Castelmaggiore (2001-2003)
- Andrea Costa Imola (2003-2004)
- Dinamo Sassari (2004-2005)
- Maccabi Givat Shmuel (2005)
- Detroit Panthers (2006-2007)